# 1:a Avdelta Semjonovska skytteregementet
1:a Avdelta Semjonovska skytteregementet. (1-й отдельный стрелковый Семёновский полк) är ett objektskyddsförband förlagt till Moskva. Det har sedan 2013 namn efter det tsarryska Semjonovskijregementet.

## Uppdrag
- Skydd och försvar av Ryska federationens försvarsmakts centrala organ i Moskva.[1]

## Organisation
- 1. bataljonen
- 2. bataljonen
- Utbildningsbataljonen

Källa: 

## Värnplikt
De värnpliktiga som uttas till tjänstgöring vid Semjonovska skytteregementet tillhör de bäst kvalificerade. Universitet och högskolor i Moskva söker ofta lämpliga studenter från detta regemente.